# Eclissi solare dell'11 settembre 1969
L'eclissi solare dell'11 settembre 1969 è un evento astronomico che ha avuto luogo il suddetto giorno attorno alle ore 19.58 UTC. 
L'eclissi, di tipo anulare, è stata visibile in alcune parti del Sud America (Brasile, Bolivia e Perù) e dell'Oceano Pacifico.
L'eclissi è durata 3 minuti e 11 secondi e l'ombra lunare sulla superficie terrestre ha raggiunto una larghezza di 114 km. L'evento dell'11 settembre 1969 è stata la seconda eclissi solare nel 1969 e la 159ª nel XX secolo. La precedente eclissi solare si è verificata il 18 marzo 1969, la seguente è avvenuta il 7 marzo 1970.

## Percorso e visibilità
L'eclissi solare si è manifestata al sorgere del sole il 12 settembre sulla superficie dell'Oceano Pacifico a circa 1.100 chilometri a sud delle isole Aleutine. L'ombra lunare procedendo verso est ha oltrepassato la Linea internazionale del cambio di data e gradualmente si è spostata a sud-est. Dopo aver percorso un lungo tratto oceanico ha raggiunto il punto di massima eclissi a circa 310 chilometri a sud dell'Isola Clarión, in Messico. In seguito la pseudo umbra ha continuato a spostarsi verso sud-est rasentando l'atollo dell'isola di Clipperton (isola della Passione), territorio d'oltremare della Francia. Il continente sud americano è stato percorso iniziando dal Perù presso la Regione di Lima e successivamente in Bolivia concludendosi al tramonto nella provincia Boliviana del Dipartimento di Santa Cruz.Tutte le eclissi solari avvenute sulla terraferma sono occorse l'11 settembre, in quanto su tali regioni era stata oltrepassata la Linea internazionale del cambio di data.

## Eclissi correlate

### Eclissi solari 1968 - 1971
Questa eclissi è un membro di una serie semestrale. Un'eclissi in una serie semestrale di eclissi solari si ripete approssimativamente ogni 177 giorni e 4 ore (un semestre) a nodi alternati dell'orbita della Luna.

## Ciclo di Saros 134
L'evento fa parte del ciclo di Saros 134, che si ripete ogni 18 anni, 11 giorni, comprendente 71 eventi. La serie è iniziata con un'eclissi solare parziale il 22 giugno 1248. Comprende eclissi totali dal 9 ottobre 1428 al 24 dicembre 1554 ed eclissi ibride dal 3 gennaio 1573 al 27 giugno 1843 ed eclissi anulari dall'8 luglio 1861 al 21 maggio 2384. La serie termina al membro 71 con un'eclissi parziale il 6 agosto 2510. La durata più lunga di una eclissi totale della serie è stata di 1 minuto e 30 secondi il 9 ottobre 1428. Tutte le eclissi di questa serie si verificano nel nodo discendente della Luna.